# Nightcrawlers (együttes)
A Nightcrawlers brit house zenei projekt Glasgowból, Skóciaból, melynek John Reid (1963. szeptember 6. – 2025. június 16.) producer, DJ és énekes volt a frontembere.

## Karrier

### A kezdetek (1992–1996)
A 90-es évek elején a Nightcrawlers zenekar inkább soul és funk stílusú popzenét játszott, melynek John Reid volt az énekese. Ő a 80-as évek végén lemezlovasként, és énekesként is aratott kisebb sikereket. Az együttes az Island Records kiadó 4th & Broadway labeljével szerződött és kiadta debütáló kislemezét "Living Inside a Dream" címmel, mellyel semmilyen sikert nem ért el. A csapat ezután úgy döntött, hogy kiad egy második kislemezt, a "Push the Feeling On" címűt, melynek eredeti acid jazz stílusú változata nem jutott be a Top 40-be, így a csapat szerződést bontott a lemezkiadóval, majd nem sokkal később feloszlott. A dal azonban némi sikert aratott az amerikai dance szcénában, és a 80. helyig jutott a Billboard Hot 100-as listán, ahol 15 hétig volt helyezett. Az US Hot Dance Club Play listán viszont a 7. helyen végzett. A "Push the Feeling On" sikerének nagy része a B. oldalon lévő Mark Kinchen amerikai lemezproducer remixének köszönhető, mely MK művésznéven számos sikert ért el a brit slágerlistákon.
Kinchen lényegében újra alkotta a dalt úgy, hogy az éneket lecsupaszította a refrénből, és egy szokatlan hangzású hangsávot hozott létre, melyet eredetileg "MK's Nocturnal Dub"-nak, de ismertebb nevén "The Dub of Doom Mix"-nek nevezett el. Ez a változat két éven át meghatározta az underground színteret az Egyesült Királyságban, és végül a 22. helyig jutott a brit kislemezlistán 1994. októberében. 1995-ben MK új mixeket készített a dalhoz, és a kislemezt ismét kiadták, de ezúttal a londoni ffrr dance kiadónál. A dal ebben a változatban a 3. helyig jutott a brit listán, és a Nightcrawlers legnagyobb slágere lett az Egyesült Királyságban.
Reid ezután szólóénekesként a BMG-hez szerződött Nichtcrawlers néven, és lemezeit az Arista Records új Final Vinyl impresszumán keresztül jelentették meg. Reid további négy egymást követő kislemezt adott ki, melyek mindegyike MK remixeit tartalmazza. A "Surrender Your Love" a 7., a "Don't Let the Feeling Go" a 13., a "Let's Push It" a 23., a "Should I Ever (Fall in Love) pedig a 34. helyezett volt a slágerlistán. 1995 szeptemberében Reid kiadott egy albumot, mely tartalmazza mind a hat kislemezt, melyet korábban megjelentetett. MK ismét együttműködött Reiddel a védjegyének számító hangzására. 1996-ban Reid kiadta az album remixelt változatát, The 12" Mixes: An Album of the Very Best Club Remixes címmel. Ugyanebben az évben Reid kiadta a "Keep Pushing Our Love" című dalt, melyen Alysha Warren soulénekesnő is közreműködik, ami a 30. helyen végzett. Ezt a dalt a második stúdióalbum vezető kislemezének szánták, azonban a kislemez gyenge eladásai miatt az album soha nem készült el.

### 1999–2025
A Nightcrawlers újjáélesztésének kísérletéként Reid kiadott egy kislemezt 1999-ben "Never Knew Love" címmel, azonban nem ért el sikereket. Így további kiadványok 2004-ig nem jelentek meg, amikor is az underground művészek , JCA és Rosabot kiadtak egy közös "Push the Feeling On" című slágerből, mely felkerült az Egyesült Államok US Dance chart listájára, ahol 1. helyezést ért el. A remmixek sikerét látva Reid ismét új dalokat kezdett el írni  az esetleges második stúdióalbumra. 2011-ben jelent meg a második album első kislemeze, a "Cryin' Over You" mely az Egyesült Királyságban, és Németországban jelent meg. A dalban Taio Cruz énekel.
2018-ban John Reid megjelentetett egy EP-t "The Nightcrawlers Soul Sessions" címmel, mely tartalmazza a "Push the Feeling On" soul verzióját, valamint egy bónusz verziót is, melyet Big Narstivel közösen készített Reid. A lemezre felkerült az "All Night Long" című dal is, valamint Russel Small (Freemasons) és Phats & Small remmixei is.
2021-ben a "Push the Feeling On" MK remixét Henry 'Riton' Smithson brit producer dolgozta fel, aki a közösségi média sztárjaival, Mufasával, és Hypemannel együtt készítette el a "Friday" című dalt. A dalt a Sony Ministry of Sound Recordings jelentette meg 2021. január 22-én, amely először a 69. helyre került fel a slágerlistára az Egyesült Királyságban, azonban végül Top 5-ös sláger lett.
A "Friday" című videóban való közreműködés után Reid közös munkát folytatott Kevin Christie producer által a Boney M "Rasputin" című dalának feldolgozásában, melyet Reid és Majestic készített el. A dal az Egyesült Királyság kislemezlistájának Top 20-as slágere lett. A kislemezt a Ministry of Sound kiadó jelentette meg "Losing My Mind" címen. Az előadó pedig Majestic X Nightcrawlers címen került a köztudatba.

## Szóló munkái
Reid önmagában is sikeres dalszerző, hiszen társszerző volt a brit Westlife nevű együttes "Unbreakable" című dalának, mely brit listavezető volt. De közreműködödtt Tina Turner 1999-es "When the Heartache is Over" című dalában, és Rod Stewartnak is írt dalt. Simon Cowell barátjaként társszerzője volt Kelly Clarkson és Leona Lewis "A Moment Like This" című slágerének, de dolgozott Mónica Naranjo spanyol énekesnő dalszerzőjeként, olyan dalokkal, mint a "No Voy A Llorar", az "If You Leave Me Now" és a "Hotline. Ian Levinnel is dolgozott a "Whenever You Need Someone" című dalon, mely a Bad Boys Inc. egyik filmzenéje, de szerzett dalt az Eternal, Gemini, Claire Richards számára is.
2025. június 16-án, 61 éves korában Reid elhunyt.

## Diszkográfia

### Stúdióalbumok
- Lets Push It (1995) – UK #14,[6] FIN #38,[15] SWI #37[16]
- The 12" Mixes (1996)
- Nightcrawlers Soul Sessions (2018)

### Kislemezek
| Év                                                       | Cím                                                             | Legjobb slágerlistás helyezés | Legjobb slágerlistás helyezés | Legjobb slágerlistás helyezés | Legjobb slágerlistás helyezés | Legjobb slágerlistás helyezés | Legjobb slágerlistás helyezés | Legjobb slágerlistás helyezés | Legjobb slágerlistás helyezés | Legjobb slágerlistás helyezés | Legjobb slágerlistás helyezés | Legjobb slágerlistás helyezés | Díjak              | Album           |
| Év                                                       | Cím                                                             | UK                            | AUS                           | AUT                           | BEL (FL)                      | BEL (WA)                      | FRA                           | GER                           | IRE                           | NED                           | SWE                           | SWI                           | Díjak              | Album           |
| -------------------------------------------------------- | --------------------------------------------------------------- | ----------------------------- | ----------------------------- | ----------------------------- | ----------------------------- | ----------------------------- | ----------------------------- | ----------------------------- | ----------------------------- | ----------------------------- | ----------------------------- | ----------------------------- | ------------------ | --------------- |
| 1992                                                     | "Living Inside a Dream"                                         | —                             | —                             | —                             | —                             | —                             | —                             | —                             | —                             | —                             | —                             | —                             |                    | csak kislemezen |
| 1994                                                     | "Push the Feeling On" (MK Mixes)                                | 22                            | —                             | —                             | —                             | —                             | —                             | —                             | —                             | —                             | —                             | —                             |                    | csak kislemezen |
| 1995                                                     | "Push the Feeling On" (New MK Mixes for '95)                    | 3                             | 62                            | 15                            | 7                             | 3                             | 7                             | 6                             | 4                             | 6                             | 3                             | 7                             | - BPI: Ezüst       | Lets Push It    |
| 1995                                                     | "Surrender Your Love"                                           | 7                             | —                             | 17                            | 29                            | 11                            | 9                             | 27                            | 14                            | 10                            | 18                            | 20                            |                    | Lets Push It    |
| 1995                                                     | "Don't Let the Feeling Go"                                      | 13                            | —                             | —                             | 46                            | 24                            | —                             | —                             | 26                            | —                             | 30                            | 25                            |                    | Lets Push It    |
| 1996                                                     | "Let's Push It"                                                 | 23                            | 107                           | —                             | 35                            | 33                            | —                             | —                             | 30                            | —                             | 41                            | —                             |                    | Lets Push It    |
| 1996                                                     | "Should I Ever (Fall in Love)"                                  | 34                            | —                             | —                             | —                             | —                             | —                             | 78                            | —                             | —                             | —                             | —                             |                    | Lets Push It    |
| 1996                                                     | "Keep Pushing Our Love" (featuring Alysha Warren)               | 30                            | —                             | —                             | —                             | —                             | —                             | —                             | —                             | —                             | —                             | —                             |                    | Csak kislemezen |
| 1999                                                     | "Never Knew Love"                                               | 59                            | —                             | —                             | —                             | —                             | —                             | —                             | —                             | —                             | —                             | —                             |                    | Csak kislemezen |
| 2003                                                     | "Push the Feeling On 2003"                                      | —                             | —                             | —                             | —                             | —                             | —                             | 64                            | —                             | —                             | —                             | —                             |                    | Csak kislemezen |
| 2007                                                     | "Push the Feeling On 2007"                                      | 82                            | —                             | —                             | —                             | —                             | —                             | —                             | —                             | —                             | —                             | —                             |                    | Csak kislemezen |
| 2011                                                     | "Cryin' Over You" (featuring Taio Cruz)                         | —                             | —                             | —                             | —                             | —                             | —                             | —                             | —                             | —                             | —                             | —                             |                    | Csak kislemezen |
| 2012                                                     | "Push the Feeling On 2k12" (with Glamrock Brothers & Sunloverz) | —                             | —                             | —                             | —                             | —                             | —                             | 100                           | —                             | —                             | —                             | 57                            |                    | Csak kislemezen |
| 2021                                                     | "Friday" (with Riton featuring Mufasa & Hypeman)                | 4                             | 12                            | 5                             | 1                             | 2                             | 21                            | 3                             | 3                             | 3                             | 23                            | 2                             | - ARIA: 3× Platina | Csak kislemezen |
| 2021                                                     | "Losing My Mind" (with Majestic)                                | —                             | —                             | —                             | —                             | —                             | —                             | —                             | —                             | —                             | —                             | —                             |                    | Csak kislemezen |
| "—" nem jelent meg, vagy nem volt slágerlistás helyezés. |                                                                 |                               |                               |                               |                               |                               |                               |                               |                               |                               |                               |                               |                    |                 |